# Reineta gegant
La reineta gegant (Ranoidea caerulea) és una espècie de granota arborícola originària d'Austràlia i Nova Guinea, amb poblacions introduïdes a Nova Zelanda i els Estats Units. Pertany al gènere Ranoidea. Físicament, s'assembla a espècies del gènere Litoria, especialment Litoria splendida i Litoria infrafrenata.
La reineta gegant és més grossa que la majoria de granotes australianes, i assoleix una llargada de deu centímetres. La longevitat mitjana de la granota en captivitat, d'uns setze anys, és llarga en comparació amb la de la majoria de granotes. Les reinetes gegants són dòcils i estan ben adaptades a la vida a prop de llars humanes. Sovint se les troba a finestres o a dins de cases, menjant-se insectes atrets per la llum.
A causa de les seves característiques físiques i de comportament, la reineta gegant ha esdevingut una de les granotes de la seva regió que més fàcilment es poden reconèixer, i arreu del món és un animal de companyia exòtic. Les secrecions cutànies de la granota tenen propietats antibacterianes i antivíriques que podrien resultar útils en preparats farmacèutics.

## Taxonomia

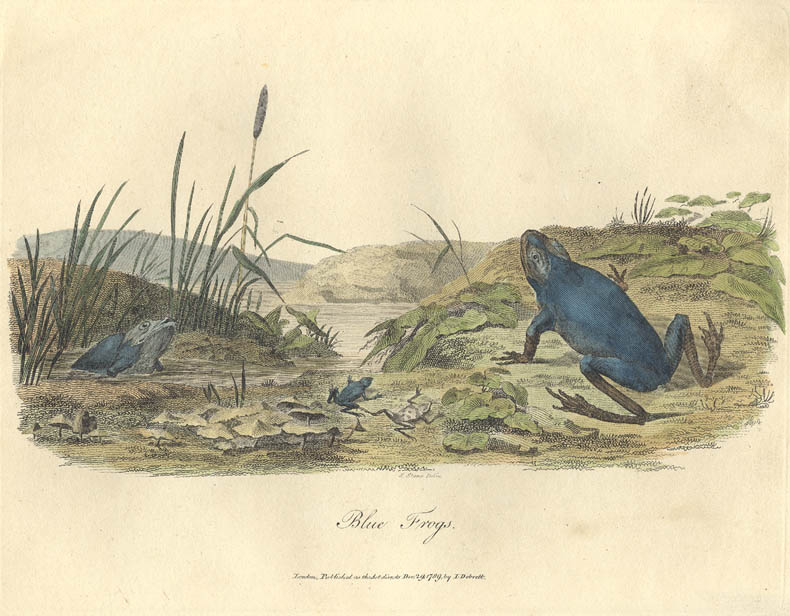
Il·lustració original de la reineta gegant, publicada al Journal of a Voyage to New South Wales de John White. Artista: S. Stone

La reineta gegant compartia el gènere Litoria amb dotzenes d'espècies de granotes endèmiques d'Australàsia. L'espècie fou descrita originalment per John White l'any 1790, i un dels noms comuns de l'animal en anglès, White's Tree Frog ("granota arborícola de White"), és en honor seu. La reineta gegant fou la primera granota australiana a ser classificada científicament.
L'espècie fou originalment denominada "granota blava" (Rana caerulea) malgrat el seu color verd. Els exemplars originals que White envià a Anglaterra foren danyats pel conservant i semblaven blaus. El color de la granota és causat per pigments blaus i verds coberts per una capa groga; el conservant destruí la capa groga i deixà les granotes amb una aparença blava. L'epítet específic, caerulea, que en llatí vol dir "blava", s'ha conservat. La granota també és coneguda col·loquialment com a "granota arborícola verda". Tanmateix, aquest nom sovint és assignat a la granota arborícola verda gran, com ara la reineta verda (Hyla cinerea), anomenada "granota arborícola verda" al sud-est dels Estats Units.

## Descripció
La reineta gegant pot créixer fins a deu centímetres de llargada. El seu color depèn de la temperatura i el color del seu ambient, i va des del marró fins al verd; la superfície ventral és blanca. La granota té a vegades petites taques blanques irregulars a l'esquena, de fins a mig centímetre de diàmetre, que augmenten en nombre amb l'edat. Té grans discos a l'extrem del dits, d'aproximadament mig centímetre de diàmetre en els adults. Aquests discos contribueixen a subjectar les granotes quan estan grimpant i els permeten escalar verticalment l'herba. Els ulls són daurats i tenen iris, característica típica del gènere Litoria. Els dits de les potes anteriors són palmats en un terç de la seva superfície, i els de les potes posteriors en tres quarts de la superfície. La membrana timpànica, una membrana de pell semblant a un timpà, és visible.
A vegades, la reineta gegant es confon amb Litoria splendida, una granota que només viu al nord-oest d'Austràlia i que es pot distingir per la presència de grans glàndules paratoïdals i rostrals al cap. També es pot confondre Litoria infrafrenata amb la reineta gegant. La diferència principal és una ratlla blanca distinta que s'estén a la vora del maxil·lar inferior de L. infrafrenata, que no apareix en la reineta gegant.

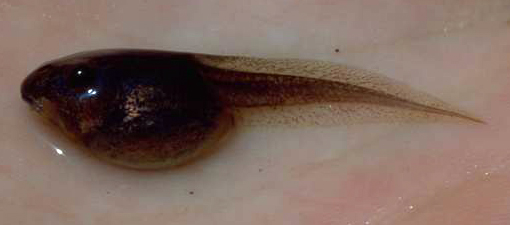
Capgròs

L'aparença del capgròs canvia al llarg del seu desenvolupament. La seva llargada va des de 8,1 mil·límetres (acabats de néixer) fins a 44 mil·límetres. Inicialment tenen taques marrons, que augmenten la pigmentació a verd o marró durant el desenvolupament. Al principi la part inferior és fosca i després s'aclareix, esdevenint finalment blanca en els adults. Els ous són marrons, es troben en una gelatina clara i mesuren 1,1-14 mil·límetres de diàmetre.
Tot i que les granotes tenen pulmons, absorbeixen oxigen per la pell, i perquè aquest procés sigui eficient cal que la pell estigui humida. Un problema de tenir la pell humida és que els patògens hi poden prosperar, augmentant les possibilitats d'infecció. Per a evitar-ho, les granotes secreten pèptids que destrueixen aquests patògens. La secreció cutània de la reineta gegant conté cerines, un grup de pèptids amb propietats antibacterianes i antivíriques. També conté cerulines, que tenen els mateixos efectes fisiològics que la CCK-8, una hormona digestiva i supressora de la gana. S'ha descobert que diversos pèptids de les secrecions cutànies de la reineta gegant destrueixen el VIH sense danyar els limfòcits T sans.

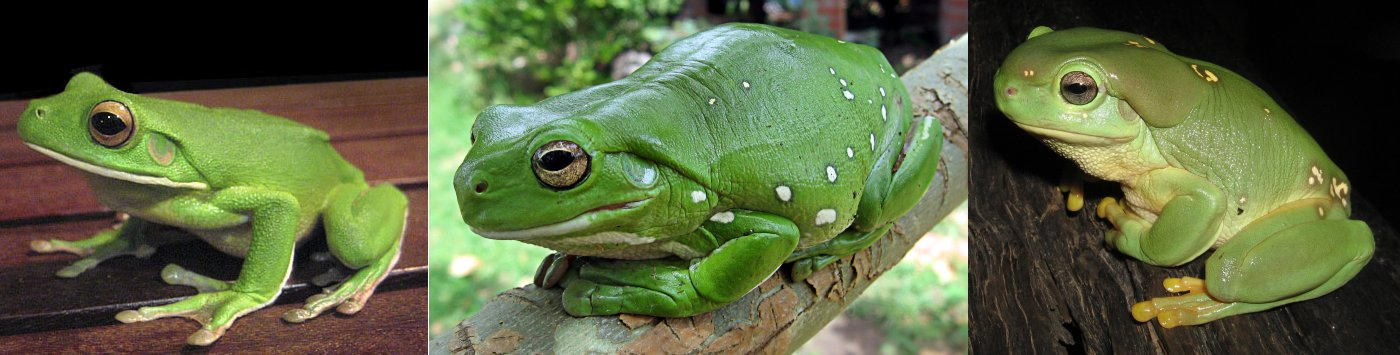
La granota de l'esquerra és Litoria infrafrenata, vegeu la ratlla blanca al llarg de la mandíbula. Al centre hi ha la reineta gegant. A la dreta hi ha Litoria splendida, vegeu les grans glàndules parotoïdals presents sobre la membrana timpànica.

## Distribució
La reineta gegant és originària de les regions septentrional i oriental d'Austràlia i del sud de Nova Guinea. La seva distribució es limita en gran manera a les àrees amb un clima tropical càlid i humit. A Nova Guinea, la reineta gegant està restringida a la regió meridional, més seca. La seva distribució va de Papua a Port Moresby, i és especialment abundant a l'illa Daru. N'hi ha hagut observacions aïllades al nord de Nova Guinea, però es creu que això es deu a la introducció per part dels humans. La Unió Internacional per a la Conservació de la Natura (IUCN) suggereix la presència de "poblacions disperses" tant a Nova Guinea com a Indonèsia.
L'espècie ha estat introduïda tant als Estats Units com a Nova Zelanda. Als Estats Units, està limitada a dues regions de Florida, on possiblement fou introduïda pel tràfic d'animals. Només se n'han trobat poblacions petites, i no és clar si han causat danys ecològics com a espècie invasora. A Nova Zelanda, en el passat hi hagué una població, però no hi ha hagut observacions des de la dècada del 1950.

## Ecologia, comportament i cicle vital

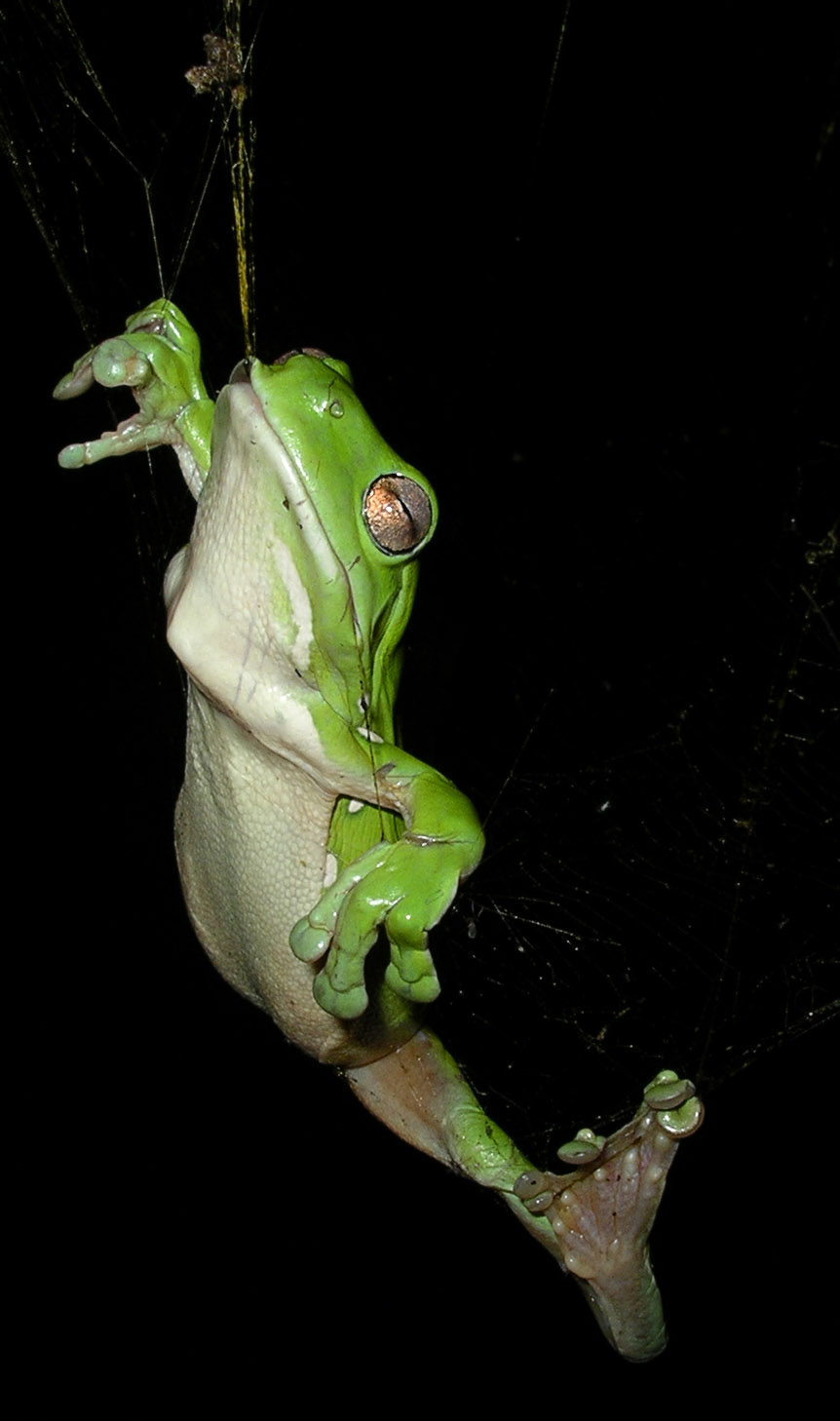
Una reineta gegant atrapada en una teranyina després de menjar-se l'aranya. La granota sobrevisqué.

Les reinetes gegants són molt dòcils. Són nocturnes i surten a cridar a principis del vespre, a la primavera i l'estiu, i cacen a la nit. Durant el dia, dormen en indrets frescs, foscos i humits. A l'hivern, no criden i rarament se les veu.
Segons la seva ubicació, les reinetes gegants ocupen diversos hàbitats. Generalment, viuen al dosser, a prop d'una font d'aigua tranquil·la. Tanmateix, poden sobreviure en aiguamolls, entre les canyes, o en climes més freds, en herbassars. Són ben conegudes per viure dins de fonts d'aigua a l'interior de cases, com ara piques o lavabos. També se les pot trobar menjant-se insectes en una finestra. Ocupen dipòsits, cisternes, canonades i cunetes, car aquestes estructures són molt humides i solen ser més fresques que l'ambient exterior. Les granotes són atretes a les canonades i els dipòsits durant la temporada d'aparellament, car amplifiquen el volum de la seva crida.
La crida de l'espècie és un "broc-broc-broc" lent i greu, repetit moltes vegades. Durant la temporada d'aparellament, les granotes baixen, tot romanent en una posició una mica elevada, i comencen a cridar a prop de fonts d'aigua tranquil·les, siguin temporals o permanents. Com moltes granotes, les reinetes gegants no criden només per atreure una parella. Se les ha observat cridant per indicar la seva posició fora de la temporada d'aparellament, sovint després de la pluja, per motius que són incerts pels investigadors. Quan es troben en perill emeten una crida d'estrès, com ara quan hi ha predadors a prop o quan algú trepitja un tronc on viu la granota.
La dieta de l'espècie es compon principalment d'insectes i aranyes, però pot incloure granotes més petites i fins i tot mamífers petits. Les dents de les granotes no estan adaptades per tallar preses, de manera que les preses han de cabre dins la boca de l'animal. Moltes granotes llancen la seva llengua enganxosa a les preses, que queden enganxades i seguidament són consumides. La reineta gegant utilitza aquesta tàctica per les preses més petites, però per caçar preses grans, els salta a sobre i se les introdueix a la boca amb les mans.
Entre els pocs predadors nadius de la granota hi ha serps i algunes espècies de sargantanes i ocells. Des de la colonització europea d'Austràlia, han estat introduïts predadors no nadius, principalment gossos i gats. En captivitat, l'espècie té una longevitat mitjana de setze anys, però es coneixen casos que han superat els vint anys, que és bastant per una granota. A causa de la depredació, la longevitat mitjana en estat salvatge és inferior.

## Com a animal de companyia
La reineta gegant és una de les granotes de companyia més populars arreu del món. La seva naturalesa mansa, el seu físic de dibuixos animats i la llarga longevitat, en fan un animal atractiu pels propietaris d'animals exòtics. També és una de les granotes més fàcils de cuidar: la seva dieta és variada i és molt resistent a les malalties. Un problema sovint associat amb la cria d'aquesta granota és la sobrealimentació; les reinetes gegants tendeixen a posar-se obeses si se'ls dona massa menjar. En estat salvatge, les granotes gasten energia per capturar les preses, però en captivitat generalment viuen en un espai restringit. Això redueix l'activitat necessària per alimentar-se, resultant en un guany de pes. Un membre d'aquesta espècie amb sobrepès acumula capes de greix a sobre el cap i el cos, donant-li una aparença "rabassuda". Per això a vegades se l'anomena "granota rabassuda".

## Conservació
La llei australiana dona un estatus protegit a la reineta gegant, juntament amb tota la fauna australiana, sota la seva Llei de Protecció del Medi Ambient i Conservació de la Biodiversitat del 1999. La UICN la llista com una espècie en risc mínim, gràcies a la seva àmplia distribució, poblacions grans, hàbitats equilibrats, i perquè probablement no està en un declivi prou ràpid com per justificar un estatus més amenaçat.
Gran part de l'hàbitat natural de la reineta gegant ha estat destruït. A més, s'han trobat algunes granotes amb infeccions del fong quítrid, que causa la quitridiomicosi. Aquests dos factors, combinats amb el declivi de les poblacions d'amfibis generalitzat a Austràlia, amenacen de reduir les poblacions de la reineta verda. Tanmateix, a causa de la llarga longevitat d'aquesta espècie, qualsevol efecte d'una taxa de reproducció reduïda trigarà més temps a revelar-se que si fos una espècie amb una longevitat menor.